# Cnemaspis pemanggilensis
Espèce
Cnemaspis pemanggilensis est une espèce de geckos de la famille des Gekkonidae.

## Répartition
Cette espèce est endémique de Pemanggil au Johor en Malaisie.

## Description
Cnemaspis pemanggilensis mesure jusqu'à 76,0 mm, queue non comprise. C'est une espèce insectivore diurne.

## Étymologie
Son nom d'espèce, composé de pemanggil et du suffixe latin -ensis, « qui vit dans, qui habite », lui a été donné en référence au lieu de sa découverte.

## Publication originale
- Grismer & Das, 2006 : A new species of gekkonid lizard of the genus Cnemaspis Strauch 1887 from Pulau Pemanggil, Johor, West Malaysia. Herpetological Natural History, vol. 10, n. 1, p. 1-7.